# Sambreville
Sambreville ist eine belgische Gemeinde und seit dem 12. März 2024 auch eine Stadt im Arrondissement Namur der gleichnamigen Provinz in Wallonien und liegt am Fluss Sambre, der bei Namur in die Maas mündet.
Die Gemeinde besteht aus den Ortschaften Arsimont, Auvelais, Falisolle, Keumiée, Moignelée, Tamines und Velaine. Das Rathaus steht in Auvelais.
In Tamines ereignete sich im Ersten Weltkrieg das Massaker von Tamines.

## Weblinks

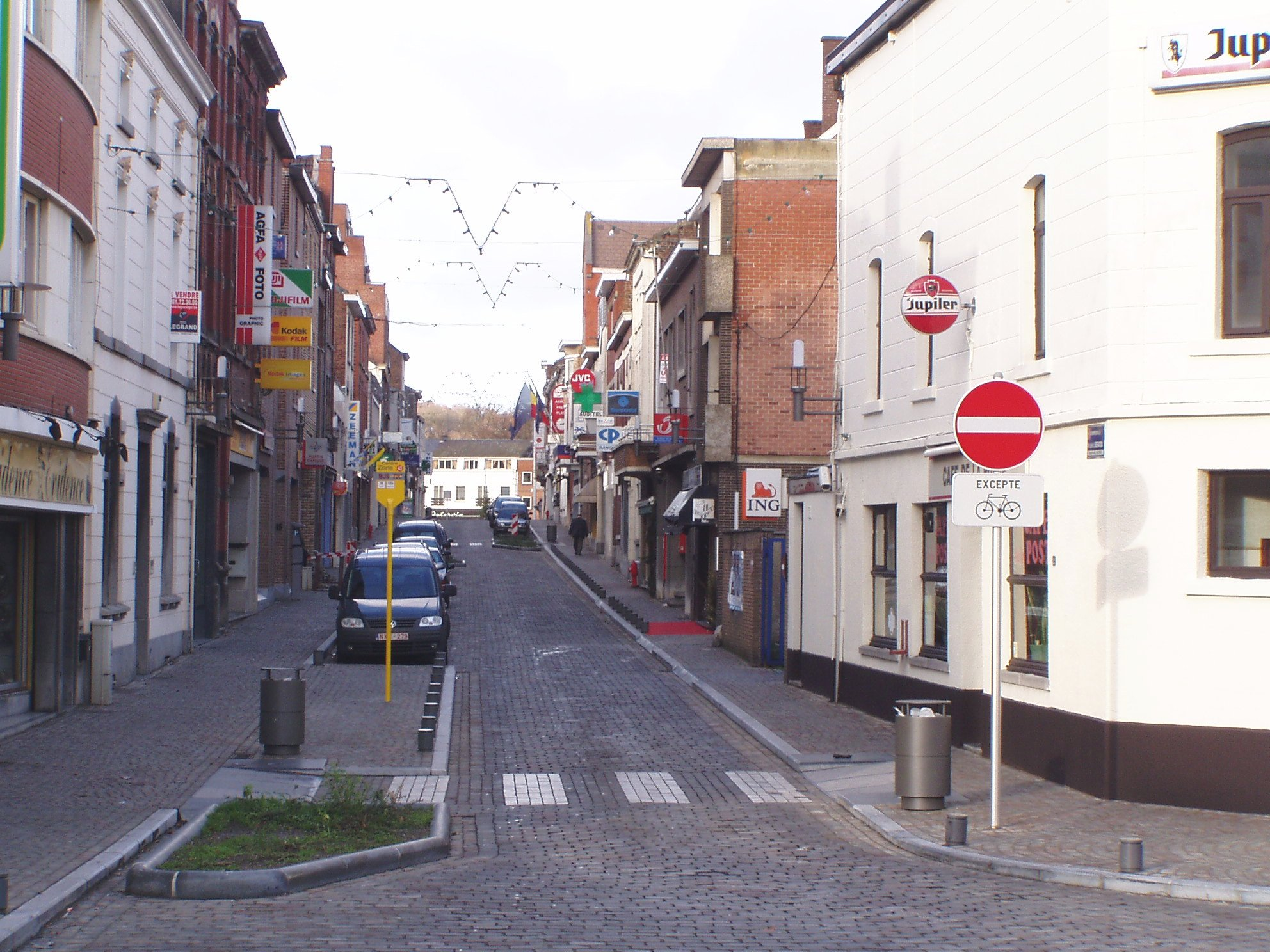
Sambreville-Auvelais: Straße der Befreiung

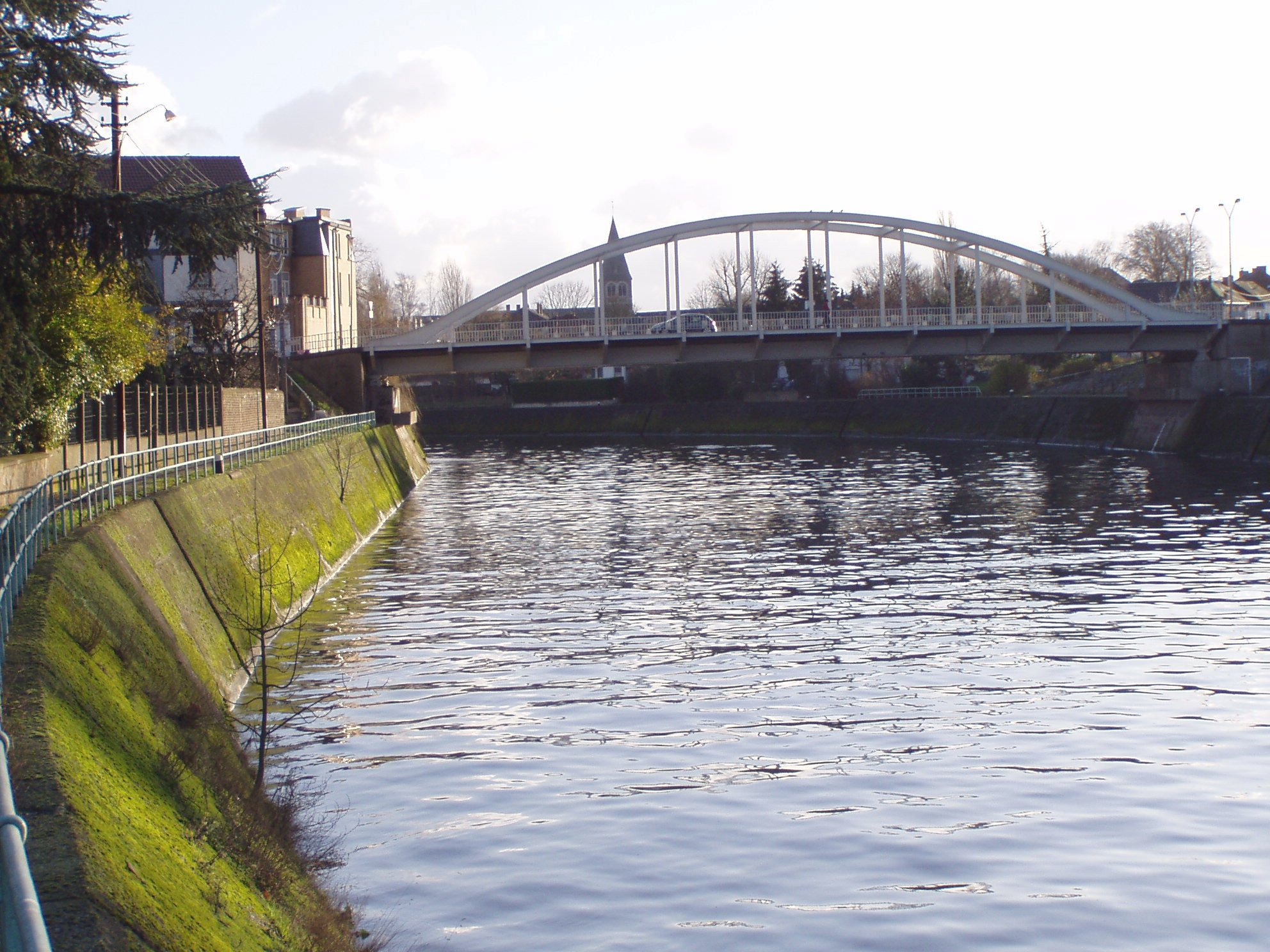
Brücke über die Sambre

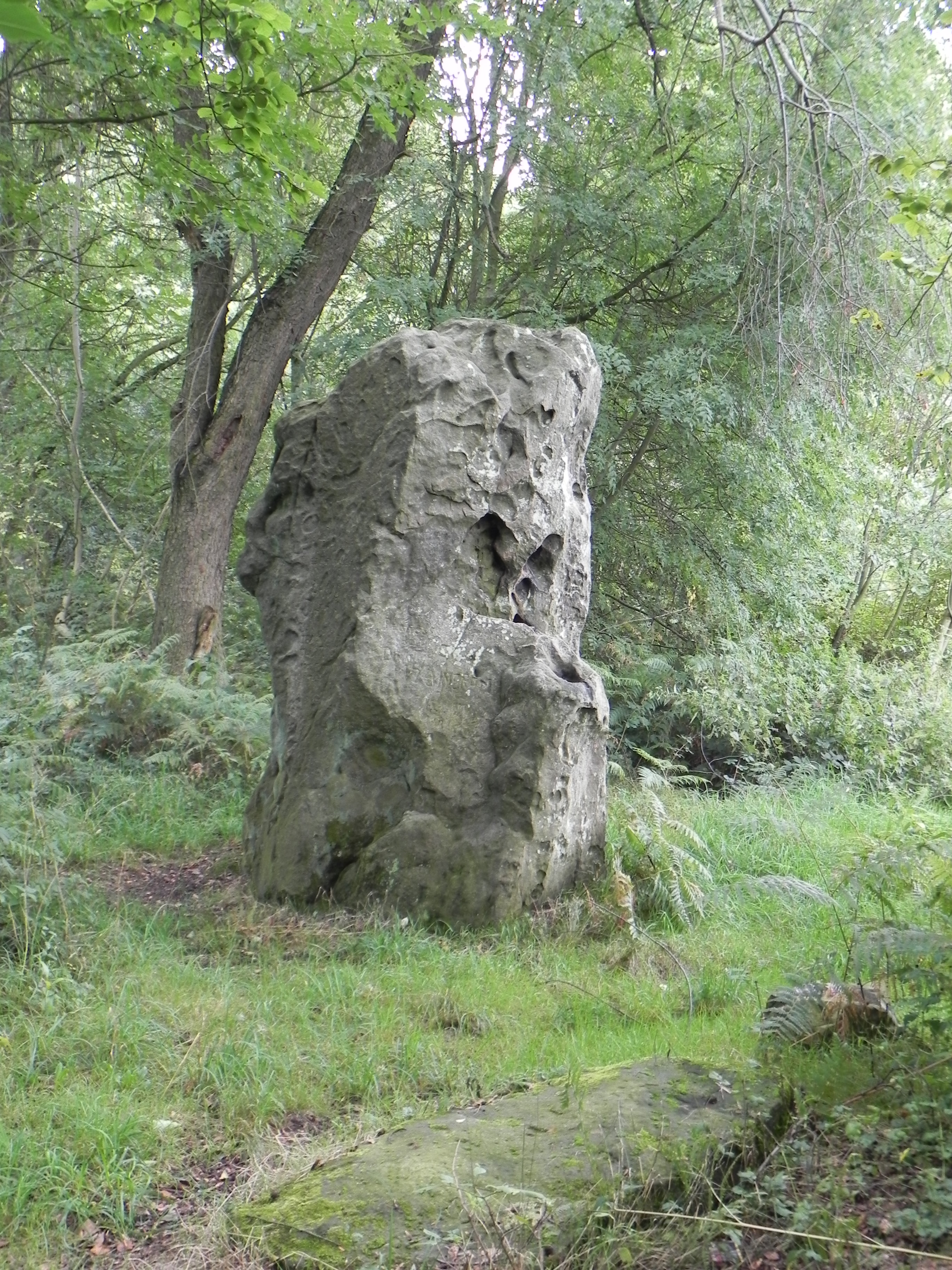
La Roche-qui-Tourne

## Persönlichkeiten
- Maud Coutereels (* 1986), Fußballspielerin
- Delphine Nkansa (* 2001), Sprinterin